# Sardāb Rūd
Sardāb Rūd (persiska: سَردَب رود, سَرد اَبرُّد, Sardab Rūd, سرداب رود) är en ort i Iran.   Den ligger i provinsen Mazandaran, i den norra delen av landet, 110 km norr om huvudstaden Teheran. Antalet invånare är 549.
Terrängen runt Sardāb Rūd är varierad. Runt Sardāb Rūd är det ganska tätbefolkat, med 80 invånare per kvadratkilometer. Närmaste större samhälle är Chālūs, 4,2 km sydost om Sardāb Rūd. Runt Sardāb Rūd är det i huvudsak tätbebyggt.